# 源義綱
源 義綱（みなもと の よしつな）は、平安時代後期の武将。河内源氏2代棟梁・源頼義の次男。母は平直方の娘で、兄の源義家（八幡太郎）、弟の源義光（新羅三郎）と同腹である。

## 生涯
河内国石川郡壷井（現大阪府羽曳野市壷井）の河内源氏の香炉峰の館に生まれる。京都の賀茂神社で元服したことから賀茂次郎と称する。
父頼義や兄義家と共に前九年の役で戦い、その勲功を賞され康平6年（1063年）2月27日に左衛門尉へと任ぜられる。義家の陸奥守在任中に後三年の役が起こると、応徳3年（1086年）9月に朝廷は義綱の陸奥国への派遣を協議したが、事情聴取は行われたものの義綱の派遣は実現しなかった。義家とは不仲であったらしく、寛治5年（1091年）6月、義綱の郎党藤原則清と義家の郎党藤原実清が河内国の所領を巡って争いを始め、義綱自身も義家と合戦寸前にまで至るが、二人の主人である関白藤原師実が仲裁に入って事なきを得た。
義綱は同年正月に、師実が節会に参内する際の行列の前駆を務めた他、翌寛治6年（1092年）2月には師実の孫忠実が春日祭使となって奈良に赴く際の警衛、寛治7年（1093年）12月には源俊房の慶賀の参内の際に前駆を務めるなどしたが、義家の方は長治元年（1104年）までそうした活動はしていない。
寛治7年（1093年）10月、父・兄に続いて陸奥守に就任。同年、出羽守信明が平師妙と子の師季に襲撃され殺害される事件が起きた。そこで義綱に追討が命ぜられ、遙任をしていた義綱は自ら下向する前に郎党を派遣した。翌寛治8年（1094年）3月にその郎党は師妙を斬り、乱を素早く鎮圧した。義綱はその功で義家に並ぶ従四位下に序せられ、祖父頼信以来の美濃守に転任している。その勢いは明らかに義家を上回るものであった。
嘉保2年（1095年）、美濃の延暦寺荘園領を宣旨によって収公した際、寺側と小競り合いになり、1人の僧が矢に当たって死んだ。延暦寺・日吉社はこれに怒り、初めて日吉社の神輿を担いでの強訴を行った。義綱の主である関白藤原師通（師実の子）は義綱の他に源頼治を派遣してこれを撃退したが、その際、矢が神輿や神人に当たり、それが仏罰となって、承徳3年（1099年）の師通の若死にをもたらしたとも言われている。白河法皇を牽制していた関白師通が亡くなったことにより、白河法皇はやがて院政を行うようになる。
義綱は一時は義家に並ぶかそれ以上の権勢を手に入れたが、主である師通が亡くなってしまい、その勢いは失われた。また、朝廷は比叡山の呪詛の恐怖におののいたのか、この後義綱が受領に任じられることはなかった。その一方で、義家は白河法皇に伺候し、正四位下に昇進して院昇殿も許されるなど再び勢いを強めていった。
嘉承元年（1106年）7月1日に兄義家が没すると、河内源氏の棟梁は甥で義家の四男の義忠が継いだ。それから3年後の天仁2年（1109年）2月3日夜、義忠が郎党に斬りつけられ、2日後に死亡するという源義忠暗殺事件が発生した。美濃源氏の源重実が犯人として捕らえられ、次いで義綱の三男義明と義明の乳母夫で滝口武者である藤原季方が共犯と目されて朝廷から嫌疑を受けた。重実の弟である検非違使の重時が追捕に向かい、義明と季方は殺害された。
義明と季方の死に憤慨した義綱および嫡男義弘をはじめとする5人の息子達はこれに抗議の意を込めて東国へ向けて出奔し、近江国甲賀山（鹿深山）へ立て籠もるという行動をとった。こうして甲賀山に入った一行ではあったが、棟梁を継いだ義忠の甥（弟とする説もある）為義と美濃源氏の源光国が白河法皇からの追討命令を受け、甲賀山攻撃を開始すると義綱方は各所で敗退し、ついに義綱は降伏しようと言い出した。しかし、それに納得できない息子たちは抵抗し、嫡男義弘が義綱に切腹するようにと詰め寄った。それでも義綱は投降しようとしたので義弘は父に範を示そうと兄弟たちの中で真っ先に自害することにし、高い木に登ってそこから谷底に飛び降りて投身自殺した。その後、次男義俊も投身自殺、四男義仲は焼身自殺、五男義範は切腹し、六男義公も自害して果てた。こうして次々と息子たちが自害していく中でただ一人残された義綱はついに甲賀郡大岡寺で出家して為義に投降し、勝手に出京した罪で佐渡に流された。『尊卑分脈』は義忠暗殺事件の真犯人を義綱の弟の義光とするが真相は不明である。その後義綱は一度は許されて帰京したが、長承3年（1134年）（一説には元年（1132年））に自殺したとされる。
祖父頼信、父頼義、兄義家、弟義光と共に河内源氏の氏神である壷井八幡宮に併設されている壷井権現に祀られている。